# Cortes de la Frontera
Cortes de la Frontera település Spanyolországban, Málaga tartományban. Cortes de la Frontera Montejaque, Benaoján, Jimera de Líbar, Benadalid, Benalauría, Benarrabá, Gaucín, Ubrique, Villaluenga del Rosario, Jimena de la Frontera, Alcalá de los Gazules és Jerez de la Frontera községekkel határos. Lakosainak száma 3000 fő (2024).

## Népesség
A település népessége az elmúlt években az alábbi módon változott:
| Lakosok száma | 3442 | 3558 | 3738 | 3714 | 3540 | 3357 | 3268 | 3101 | 2986 | 3000 |
|               | 2001 | 2004 | 2007 | 2009 | 2012 | 2014 | 2017 | 2019 | 2022 | 2024 |